# ヨーロッパボクシング協会
ヨーロッパボクシング協会 (European Boxing Association) は、ヨーロッパ地域の王座認定団体。設立は1998年。略称はEBA。本部はスペイン。世界ボクシング協会(WBA)傘下であったが、現在は離脱。

## 概要
ヨーロッパに地域タイトルがなかったWBAが1998年に設立した。当初はEBAが認定するヨーロッパ・タイトルのことをWBAインターナショナル・タイトル（WBA International）と称していた。しかし、ヨーロッパ・タイトルなのに“インターナショナル（国際）”という名称は紛らわしいというので、2004年頃にヨーロッパ・タイトルはそのままEBAタイトルとして認定するようになった。
2011年にWBAから一方的に提携を解消されたが、EBAはこれを不服として2013年明けに提訴に踏み切った。

## タイトルの名称についての問題点と疑問点

### 問題点
- WBAインターナショナルという名称を消滅させたのと同時に、今度はWBAインターコンチネンタル・タイトル（WBA Intercontinental）が登場し、WBAインターナショナルの王者達の多くが王座決定戦を経てこのタイトルへ移行した。しかも、WBAインターコンチネンタルのタイトルマッチのほとんどがヨーロッパで行われているため、WBAインターナショナルがWBAインターコンチネンタルに改称したという見方をされている。このあたりが実に紛らわしく、そこに至る経緯もわかりにくいためか、EBAはあまり認知されず、王座のほとんどは空位となっている。
- EBAの公式サイトでは、過去のWBAインターナショナル王者の何人かを"元EBA王者"として写真付きで紹介している。このことからもEBAタイトルがWBAインターナショナルから改称したタイトルだということがわかるが、WBAインターコンチネンタルの存在が混乱を招く原因となっている。

### 疑問点
- WBAインターナショナルをEBAに改称し、それを機に新たにWBAインターコンチネンタルを創設した、というのが正解のようであるが、その経緯や詳細がよくわかっていない。
- WBAインターコンチネンタル自体がどういうタイトルなのかがハッキリしていない（タイトルの管理・位置づけなど）。
- ボクシング記録サイトのBoxrec.comでは、2007年になってから過去のWBAインターナショナルのタイトルマッチがすべてWBAインターコンチネンタルのタイトルマッチに書き換えられている。WBAインターコンチネンタルの初代王座決定戦となっていた試合も、現在ではただの防衛戦扱いになっている（ただし、これは公式な記録ではない）。
- 日本人マッチメーカー兼ボクシングマニアのジョー小泉も、ボクシング番組エキサイトマッチ内で「WBAインターナショナルがWBAインターコンチネンタルに改称した」と発言したことがある。
- 以上のことから、WBAインターナショナルがWBAインターコンチネンタルに改称したという可能性も捨てきれない。